# Rebekah Wainwright
Pour les articles homonymes, voir Wainwright.
Rebekah Wainwright est une actrice irlandaise, née le 16 septembre 1988 à Dublin (Irlande). Elle s'est fait connaître grâce à la série télévisée Les Tudors.

## Biographie
Rebekah Wainwright a étudié l'art de la scène au Trinity College de Dublin.
Elle joue dans la série télévisée Les Tudors de 2007 à 2009, elle interprète Catherine Brandon la femme de Charles Brandon, 1er duc de Suffolk incarné par Henry Cavill. 

## Filmographie

### Cinéma
- 2013 : How to Be Happy : Jenny[3].
- 2011 : Opus K : La serveuse[4].

### Télévision

#### Téléfilms
- 2018 : Je vais épouser un prince !: princesse Fiona[5].

#### Séries télévisées
- 2016 : Guilt : Molly Ryan [6]
- 2007 - 2009 : Les Tudors (The Tudors) : Catherine Brandon[7]
- 2008 : The Roaring Twenties : Alice [8]